# Thằn lằn Pasteur
Thằn lằn Pasteur (danh pháp: Phelsuma pasteuri) là một loài thằn lằn trong họ Gekkonidae. Loài này được Meier mô tả khoa học đầu tiên năm 1984.

## Hình ảnh

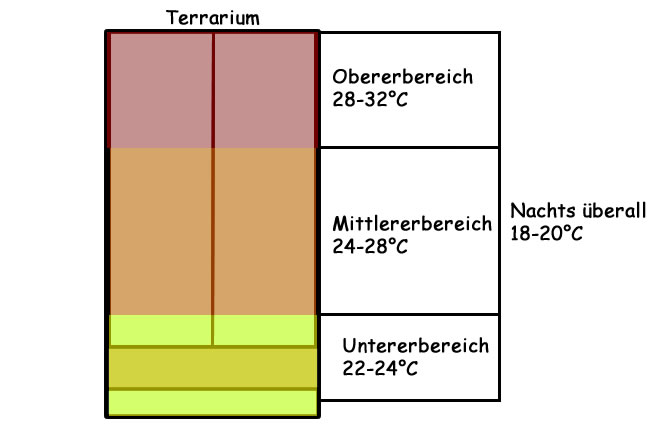
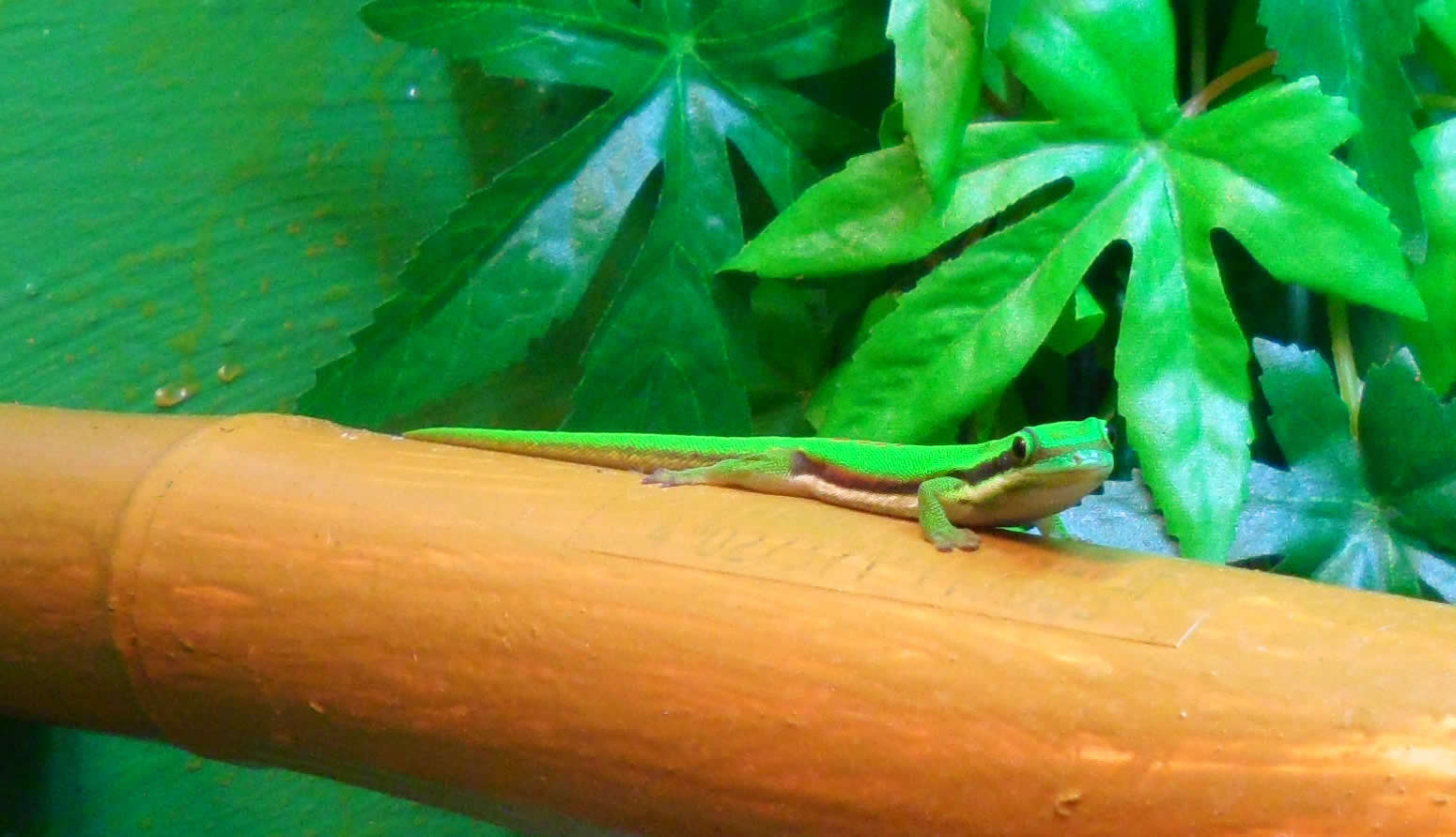
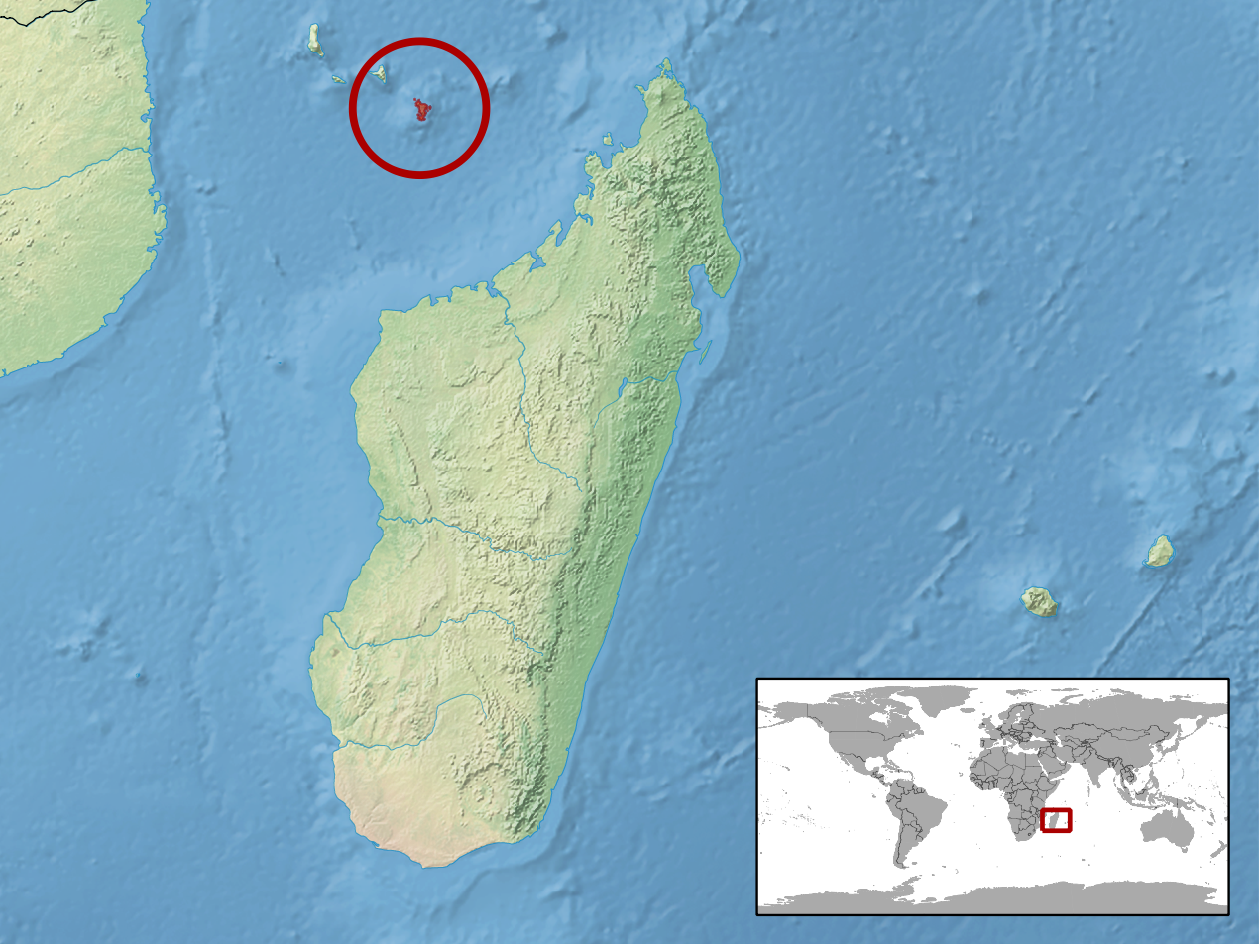
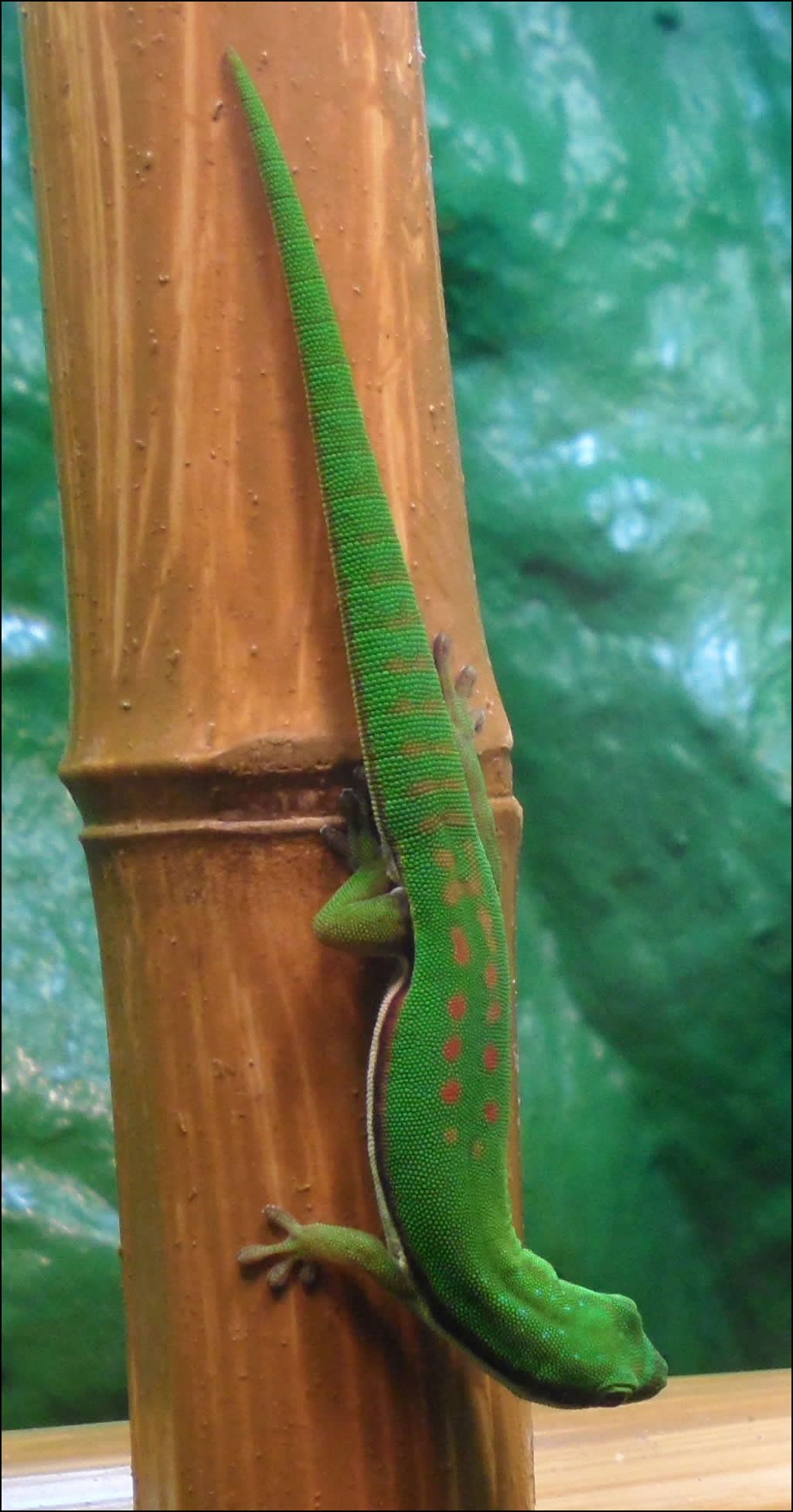